# HD 82068
HD 82068，又名CP-64 1037，SAO 250583、HR 3761，是一颗恒星，视星等为6.05，位于銀經283.34，銀緯-10.17，其B1900.0坐标为赤經9h 24m 34.1s，赤緯-64° 55′ 46″。